# Sphaeradenia pallida
Sphaeradenia pallida är en enhjärtbladig växtart som beskrevs av R.Erikss. Sphaeradenia pallida ingår i släktet Sphaeradenia och familjen Cyclanthaceae.
Artens utbredningsområde är Colombia. Inga underarter finns listade.